# Plectrocnemia salah
Plectrocnemia salah är en nattsländeart som beskrevs av Malicky 1993. Plectrocnemia salah ingår i släktet Plectrocnemia och familjen fångstnätnattsländor. Inga underarter finns listade i Catalogue of Life.